# Giovanni Conenna
Giovanni Conenna (fl. XX secolo) è stato un calciatore italiano, di ruolo attaccante.

## Carriera
Dopo aver militato nel Pegazzano, disputa con lo Spezia due campionati a partire dal 1922-1923, totalizzando 26 presenze e 2 gol.